# Plasmasfera

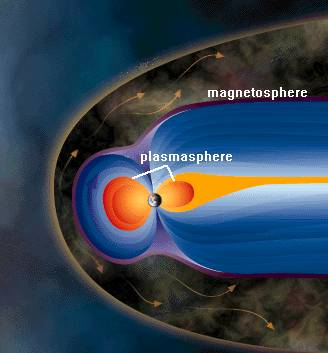

La plasmasfera, o magnetosfera interna, è una regione della magnetosfera terrestre che consiste di plasma a bassa energia (plasma freddo). È situata al di sopra della ionosfera. Il limite esterno della plasmasfera è conosciuto come plasmapausa, che è definito da un calo di un ordine di grandezza nella densità del plasma.

## Storia
L'esistenza della plasmasfera fu ipotizzata in conseguenza agli studi sui whistler, impulsi costituiti da onde elettromagnetiche di frequenza molto bassa, ossia onde radio nella banda VLF, generati da un fulmine.
I whistler sono stati probabilmente rilevati fin dal 1886 come disturbi sulle linee telefoniche lunghe, ma la prima chiara descrizione è stata data da Heinrich Barkhausen nel 1919. Nel 1953, l'inglese Storey nella sua tesi di laurea mostrò che le scariche elettriche possono produrre whistler.
Storey indicò anche che l'esistenza dei whistler comportava la presenza di un plasma nell'atmosfera terrestre e che esso indirizzava le onde elettromagnetiche lungo le linee di forza del campo geomagnetico. Ne dedusse, senza riuscire a provarlo, l'esistenza della plasmasfera, come un sottile strato compreso tra la ionosfera e la magnetosfera.
Nel 1963, l'americano Don Carpenter e il russo Konstantin Gringauz (quest'ultimo utilizzando i dati della sonda sovietica Luna 2) dimostrarono in modo indipendente l'esistenza della plasmasfera e della plasmapausa, secondo quanto già ipotizzato da Storey.

## Descrizione
Tradizionalmente, la plasmasfera è stata considerata come un plasma freddo il cui comportamento è regolato dal movimento di particelle interamente dominato dal campo geomagnetico e quindi rotante solidalmente con la Terra.
Nel 2014, osservazioni satellitari da parte della missione THEMIS hanno dimostrato che si possono formare irregolarità della densità del plasma la cui forma geometrica assomiglia a pennacchi o morsi. È stato anche dimostrato che la plasmasfera non sempre ruota solidalmente con la Terra. Il plasma della magnetosfera ha diversi livelli di temperatura e concentrazione. Il plasma magnetosferico più freddo si trova più frequentemente nella plasmasfera, una regione a forma di ciambella che circonda la Terra. Ma il plasma dalla plasmasfera può essere rilevato in tutta la magnetosfera perché viene soffiato intorno da un campo elettrico e magnetico. I dati raccolti dalla missione gemella Van Allen Probes mostrano che la plasmasfera, inoltre, impedisce agli elettroni ultrarelativistici altamente energetici di origine cosmica e solare di raggiungere orbite terrestri basse e la superficie del pianeta.

## Galleria d'immagini

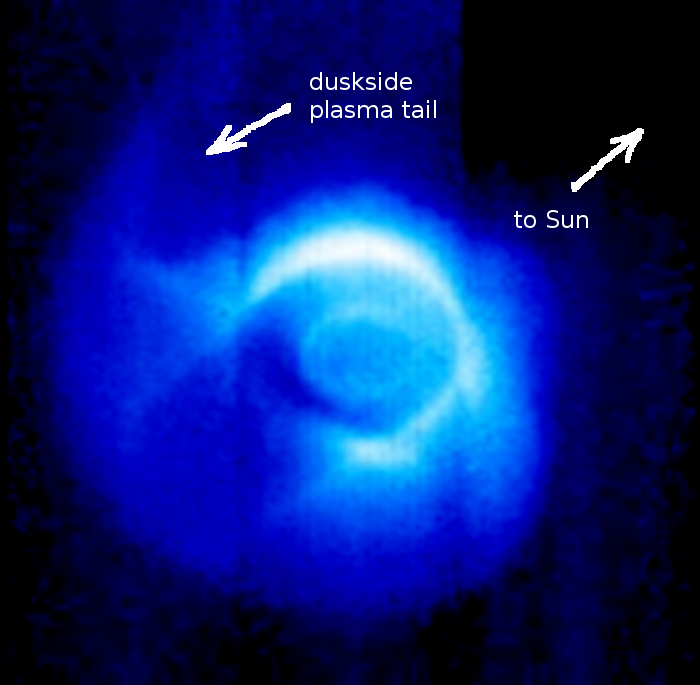
Ripresa dal satellite IMAGE che mostra la plasmasfera della Terra utilizzando strumenti che generano immagini nell'ultravioletto estremo (EUV - Extreme Ultraviolet).
- Visualizzazione delle bande di radiazione con particelle cariche confinate (blu e giallo) e limite della plasmapausa (superficie blu-verde).